# ガボール・ソモライ
ガボール・アールパード・ソモライ（Gábor A. Somorjai, Somorjai Gábor Árpád、1935年5月4日 - 2025年7月7日）は、ハンガリー王国ブダペスト出身のハンガリー人化学者である。現在はカリフォルニア大学バークレー校教授で、表面科学を専門とする。

## 人生
1935年にユダヤ人の両親の下に生まれた。父親は銀行員であった。1944年にラウル・ワレンバーグからスウェーデンのパスポートを与えられたおかげでナチス・ドイツの手を逃れて生き延びた。しかし、父や親戚の多くは強制収容所で亡くなってしまった。
彼はエルテ・トレフォート・アゴストン職業学校で1953年に中等教育を修了し、1956年にブダペスト技術経済大学で化学工学を学んだ。1956年にはハンガリー動乱に参加し、ソビエトの侵攻後はウィーンを経由してアメリカ合衆国に移住した。他のハンガリー人移民とともに、ソモライもバークレー校の大学院に入学し、1960年に博士号を取得した。その後はニューヨークのIBMで研究員として3年以上働き、1962年にアメリカ合衆国市民権を取得、1964年に助教授としてバークレー校に戻り、1972年に教授に就任した。
2025年7月7日に死去。90歳没。

## 研究
1950年代から1960年代にかけて、低速電子線回折などの新しい技術を導入することにより表面科学は著しい進歩を遂げた。しかしこれらの技術は高い真空を必要とし、適用はシリコンの表面の研究などに限られていた。これに対して、ソモライは白金の表面に目をつけて研究を行った。
ソモライは、白金の表面の亀裂が触媒反応の起こる場になっていることを突き止めた。この発見は、接着、潤滑性、摩擦、吸着など多くの分野の理解に繋がった。またナノテクノロジーにも大きな示唆を与えるものであった。
1990年代、ソモライは物理学者のロン・シェンと共同で、表面を振動させて観察する、高真空を必要としない顕微鏡の開発に取り組んだ。また、原子間力顕微鏡を用いて原子・分子レベルでの表面反応を研究した。
ソモライは2002年ソルトレークシティオリンピックでも、表面科学の観点から高速スケートリンクの製作のために助言を行った。
ソモライは生涯で850以上の論文と3冊のテキストを著した。現在では最も多く引用される表面科学者の一人である。1979年に全米科学アカデミーの会員に、1983年にアメリカ芸術科学アカデミーの会員に選ばれた。

## 受賞など
- 1983年 - センテナリー賞（王立化学会）
- 1995年 - 化学パイオニア賞（アメリカ化学者協会）
- 1997年 - フォン・ヒッペル賞
- 1998年 - ウルフ賞化学部門
- 1998年 - ピーター・デバイ賞（アメリカ化学会）
- 2000年 - ライナス・ポーリング賞（アメリカ化学会）
- 2002年 - アメリカ国家科学賞
- 2003年 - F・A・コットン・メダル（テキサスA&M大学）
- 2006年 - レムセン賞（アメリカ化学会）
- 2007年 - アーヴィング・ラングミュア賞（アメリカ物理学会）
- 2008年 - プリーストリー賞（アメリカ化学会）
- 2011年 - 本田賞
- 2013年 - 米国科学アカデミー賞化学部門（米国科学アカデミー賞）
- 2015年 - ウィリアム・H・ニコルズ賞（アメリカ化学会）
- 2020年 - ヘルムホルツ・メダル
- 2023年 - エンリコ・フェルミ賞（アメリカ合衆国エネルギー省）